# 브랜던 웨브
브랜던 타일러 웨브(영어: Brandon Tyler Webb, 1979년 5월 9일 ~ )는 미국의 은퇴한 프로 야구 투수이다. 메이저 리그 베이스볼(MLB) 팀 애리조나 다이아몬드백스에서만 7년을 뛰었다. 통산 성적은 87승 62패, 평균자책점 3.27, 1,065탈삼진이다.